# ASD Nocerina 1910
Die Associazione Sportiva Dilettantistica Nocerina Calcio 1910 ist ein italienischer Fußballverein aus Nocera Inferiore, Provinz Salerno in der Region Kampanien. Der Verein wurde 1910 gegründet und trägt seine Heimspiele im Stadio San Francesco d’Assisi aus, das Platz bietet für 7.632 Zuschauer. ASG Nocerina spielt derzeit in der viertklassigen Serie D, nachdem man nach dem Aufstieg 2011 aus der Lega Pro Prima Divisione zeitweise sogar zweitklassig gewesen war.

## Geschichte

### Anfänge
Der Verein Associazione Sportiva Giovanile Nocerina, kurz ASG Nocerina, wurde im Jahre 1910 gegründet. Sein erstes Spiel machte der Verein, der ursprünglich die Abteilungen Fußball, Theater, Radsport sowie diverse kleinere Sportarten umfasste, sein erstes Fußballspiel nur kurze Zeit nach der Gründung. Gegen FBC Pagani gelang ein 1:0-Erfolg. 1919 fand auch das erste Derby zwischen ASG Nocerina und Salernitana Calcio statt, das mit 2:1 von Salerno gewonnen wurde. Insgesamt spielte Nocerina in diesen ersten Jahren in unteren Ligen des italienischen Fußballs. 1929 wurde der gebürtige Ungar Ernő Erbstein, der zuvor bereits den Erstligisten AS Bari trainiert hatte, Coach von ASG Nocerina. Auch wenn Erbstein, der Jahre später die große Mannschaft des AC Turin trainieren und 1949 beim Flugunfall von Superga ums Leben kommen sollte, nur ein Jahr Trainer von Nocerina blieb, ist er wohl bis heute der berühmteste Coach des Vereins.

### Zwischen Serie B und Amateurfußball
Nach langen Jahren in unteren italienischen Ligen stieg die AG Nocerina, ausgesprochen Associazione Giovanile Nocerina, wie der Verein seit der Gründung am 1. Februar 1910 bis ins Jahr 1988, als man sich nacheinander in AC Nocerina, Polisportiva Nocera Superiore, US Nocerina und schließlich in ASG Nocerina umbenannte, hieß, gelang 1947 der Aufstieg in die Serie B, die zweithöchste Spielklasse im italienischen Fußball. Als Tabellenzwölfter stieg man aber gleich wieder ab. Nachdem 1948/49 der sechste Rang in der Serie C erreicht wurde und der Aufstieg damit verpasst wurde, musste Nocerina 1950 den Gang in die Promozione antreten, da man vom italienischen Verband keine Lizenz für die viertklassige Serie D bekam, in die man sportlich gesehen abgestiegen wäre.

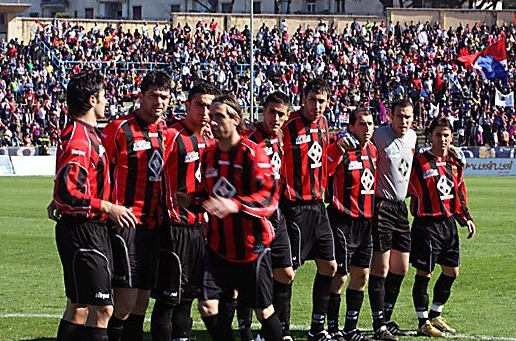
Spieler der ASG Nocerina im März 2008

 Viele Jahre verbrachte die AG Nocerina nun im Amateurfußball. Erst 1973 gelang Nocerina durch einen ersten Platz in der Girona G der Serie D der Wiederaufstieg in die dritthöchste italienische Fußballliga. Dort wurde der Verein auf Anhieb Vierter und konnte sich auch in den folgenden Jahren in der Serie C etablieren. 1977/78 belegte die Mannschaft den ersten Platz in der Girona C durch die bessere Tordifferenz bei Punktgleichheit gegenüber Catania Calcio und stieg in die Serie B auf – erstmals seit 31 Jahren. In der ersten Saison, die man wieder in der zweiten Liga verbrachte, wurde AG Nocerina Drittletzter und musste erneut den Gang in die Drittklassigkeit antreten, zusammen mit renommierten Vereinen wie US Foggia und dem FC Varese. Nur vier Jahre nach dem Abstieg aus der Serie B musste die Mannschaft der AG Nocerina in die Serie C2, die heutige Lega Pro Seconda Divisione, absteigen und pendelte in den folgenden Jahren stets zwischen dritter und vierter Liga.
1988 ging die ASG Nocerina Konkurs und musste in der Regionalliga Kampanien, der Promozione Kampania, neu starten. Bis 1994 dauerte die Rückkehr des Vereins in die Serie C2, nachdem man einige Aufstiege, aber auch wieder Rückschläge durch Abstürze in die Provinzligen wie die Eccelenza, mitmachen musste. Nach der Rückkehr in die Serie C2 wurde Nocerina dort auf Anhieb Erster in der Girona C der Serie C2 und stieg wieder in die dritte Liga auf. Auch dort konnte der Verein seine Erfolgsserie fortsetzen und landete am Ende auf einem respektablen dritten Platz. In Relegationsspielen um den Aufstieg in die Serie B scheiterte man jedoch an Ascoli Calcio. 1998 stand man im Relegationsendspiel um den Zweitligaaufstieg, unterlag allerdings Ternana Calcio. In der Saison zuvor und auch in den Spielzeiten danach spielte Nocerina aber gegen den Abstieg und konnte erst nach Abstiegs-Playouts den Klassenerhalt in der Serie C1 sichern, in der man bis 2003 spielte.

### Entwicklung seit 2002
In der Saison 2002/03 wäre der ASG Nocerina um ein Haar der direkte Wiederaufstieg in die Serie C1 geglückt, in den Aufstiegsplayoffs scheiterte der Verein jedoch am FC Catanzaro. Bis 2007 spielte der Verein in unteren Gefilden der Serie C2, ehe man in genanntem Jahr in die fünftklassige Serie D absteigen musste. Den direkten Wiederaufstieg verpasste man nach Niederlagen in den Aufstiegsplayoffs gegen US Siracusa. 2009 gelang dann wieder der Sprung in die Viertklassigkeit (nun die Lega Pro Seconda Divisione) durch einen zweiten Platz in der Girona H der Serie D und gewonnene Aufstiegsspiele. Dort spielte die ASG Nocerina gut mit und konnte nach Ablauf der Saison 2009/10 den Aufstieg in die drittklassige Lega Pro Prima Divisione feiern. Diese dominierte der Verein 2010/11 und wurde mit großem Vorsprung Erster der Girona B mit elf Punkten Vorsprung auf Benevento Calcio und stieg in die zweitklassige Serie B auf. Zudem gewann der Verein 2011 die Supercoppa di Lega di Prima Divisione gegen den AS Gubbio 1910.
Nach der Rückkehr in die Zweitklassigkeit lief es für die Mannschaft der ASG Nocerina jedoch nicht mehr so erfolgreich. Bereits zu Saisonbeginn der Serie B 2011/12 spielte das Team gegen den direkten Wiederabstieg, konnte diesen jedoch trotz zweimaligem Trainerwechsel (Aufstiegscoach Gaetano Auteri wurde durch Salvatore Campilongo ersetzt und beerbte diesen wenige Wochen später wieder) nicht verhindern. Nach 42 Spieltagen stieg die ASG Nocerina nach einer 0:1-Niederlage am letzten Spieltag gegen Pescara Calcio als Tabellenzwanzigster zusammen mit Vicenza Calcio, der UC AlbinoLeffe und dem AS Gubbio ab. Somit spielte der kampanische Verein seit 2012 wieder in Italiens dritthöchster Spielklasse.
2014 stieg Nocerina zwangsweise von der Dritt- in die Fünftklassigkeit ab, nachdem es im November 2013 beim Derby bei US Salernitana zu einem Skandalspiel gekommen war. Fanatische Fans von Nocerina wurden zum Spiel nicht zugelassen,  weshalb diese das Team aufforderten nicht anzutreten. Zu Beginn des Spiels wechselte Nocerina drei Spieler aus, und bis zur 21. Minute verließen fünf weitere Spieler wegen angeblicher Verletzungen das Feld, so dass der Schiedsrichter das Spiel abbrechen musste. Der Verein wurde mit dem Zwangsabstieg und 10.000 Euro Geldbuße bestraft. Des Weiteren wurden die Trainer für dreieinhalb Jahre sowie fünf Spieler für ein Jahr gesperrt.
In der fünftklassigen Eccellenza spielte man bis zum Aufstieg in die Serie D 2016, wo man bis heute spielt.

## Stadion

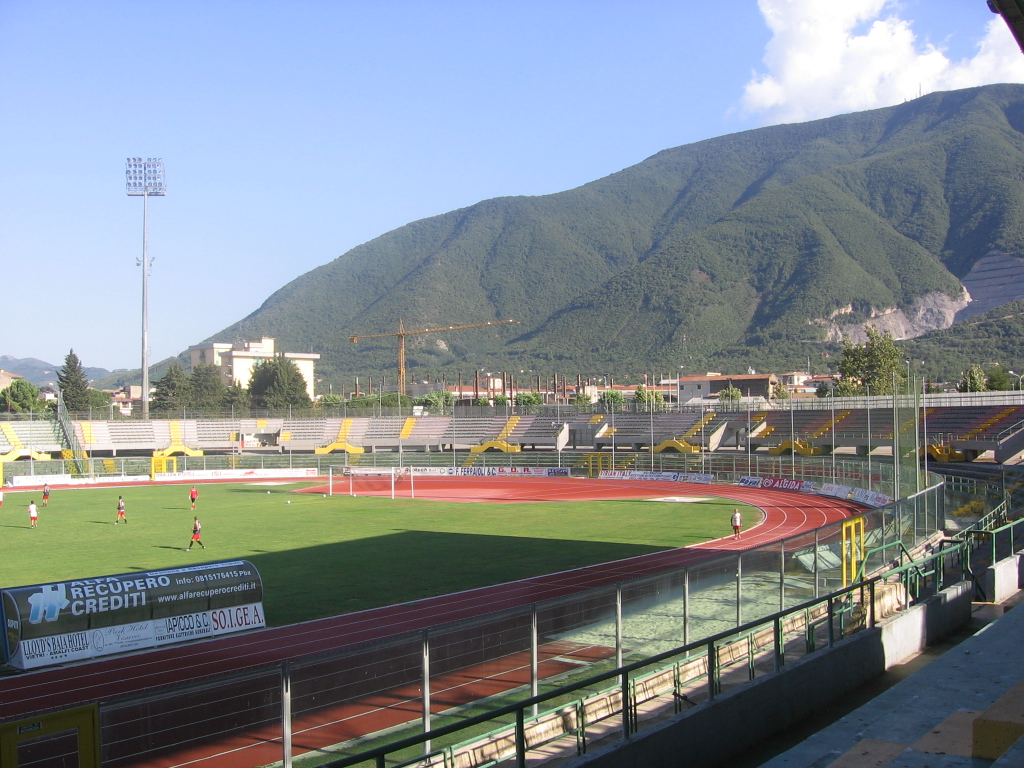
Das Stadio San Francesco d’Assisi.

Als Austragungsort für Heimspiele dient der ASG Nocerina das Stadio San Francesco d’Assisi in Nocera Inferiore. Das Stadion wurde 1970 erbaut und 1973 eröffnet. 1978 fanden erste Bauarbeiten mit einer Erweiterung der Sportstätte statt, nachdem der damalige AG Nocerina in die zweitklassigen Serie B aufgestiegen war. Zum zweiten Mal wurde das Stadion im Jahre 1986 renoviert, 2006 wurde die Nordkurve erbaut und nach 20 Jahren die Tartanbahn erneuert.
Das Stadio San Francesco bietet heute Platz für 6.852 Zuschauer und zählte damit zu den kleineren Stadien der Serie B, in die die ASG Nocerina in der Saison 2011/12 aufgestiegen war. Es ist daher zu erwarten, dass demnächst Ausbauarbeiten stattfinden. Die Rekordkulisse im Stadion wurde erreicht, als im Jahre 1979 15.000 Zuschauer ein Zweitligaspiel zwischen der AG Nocerina und dem CFC Genua verfolgten. Das bisher größte Ereignis im Stadio San Francesco d’Assisi war wohl der Besuch von Papst Johannes Paul II. im Jahr 1992.

## Personen

### Bekannte Spieler
- Stanislao Bozzi
- Angelo Di Livio
- Oliviero Garlini
- Gennaro Iezzo
- Fabio Liverani
- Simone Loria
- Mathew Olorunleke
- Sebastiano Siviglia
- Pier Graziano Gori
- Diego Farías
- Vincenzo De Liguori

### Bekannte Trainer
- Giuseppe Cavanna
- Luigi Delneri
- Ernő Erbstein
- Bruno Giorgi
- Francisco Lojacono
- Vincenzo Montefusco
- Pietro Paolo Virdis
- Gaetano Fontana
- Gaetano Auteri

## Erfolge
- Serie C:

1946/47
1977/78
- Lega Pro Prima Divisione:

2010/11
- Supercoppa di Lega di Prima Divisione:

2010/11
- Scudetto Dilettanti:

1961/62
- Serie C2:

1983/84
1985/86
1994/95
- Serie D:

1972/73
2008/09